# Комплекс сооружений земского училища (Дегтярёвка)
Комплекс сооружений земского училища — памятник архитектуры местного значения в Дегтярёвке.

## История
Приказом Министерства культуры 27.03.2013 № 228 присвоен статус памятник архитектуры местного значения с охранным № 10065-Чр под названием Комплекс сооружений земского училища. Установлена информационная доска.

## Описание
Комплекс сооружений земского училища был построен в 1908-1911 годы.
Состоит из двух домов. Одноэтажные, деревянные на кирпичных фундаментах, Т-образный и прямоугольный в плане дома. У прямоугольного в плане дома окна с треугольными фронтонами, украшен резьбой карниза, вход с тамбуром. У Т-образного в плане дома над окнами прямые сандрики.